# Ulrika Eleonóra svéd királynő
Ifjabb Ulrika Eleonóra (svédül: Ulrika Eleonora den yngre, németül: Ulrike Eleonore der jüngere; Stockholm, Svéd Királyság, 1688. január 23. – Stockholm, Svéd Királyság, 1741. november 24.), a Pfalz–Zweibrückeni-házból származó svéd királyi hercegnő, aki testvére, XII. Károly király halálát követően Svédország királynője 1718-tól 1720-ig, amikor is lemondott férje, Hesseni Frigyes javára. Ő volt az utolsó svéd uralkodó a Pfalz–Zweibrückeni–Kleeburg-házból.
Ulrika Eleonóra volt XI. Károly svéd király és Dániai Ulrika Eleonóra királyné legifjabb leánya. 1715-ben feleségül ment Frigyes hessen–kasseli tartománygrófhoz. Bátyjának, XII. Károlynak 1718-as halála után a Riksdag elfogadtatta trónigényét unokaöccse, Károly Frigyes holstein–gottorpi herceggel szemben, mivel Ulrika Eleonóra belement, hogy korlátozzák hatalmát az apja által létrehozott abszolút monarchia rendszere helyett. 1720-ban lemondott a trónról férje javára. 1741. november 24-én hunyt el fekete himlő következtében.

## Fordítás
- Ez a szócikk részben vagy egészben  az   Ulrika Eleonora, Queen of Sweden című angol Wikipédia-szócikk fordításán alapul.  Az eredeti cikk szerkesztőit annak laptörténete sorolja fel. Ez a jelzés csupán a megfogalmazás eredetét és a szerzői jogokat jelzi, nem szolgál a cikkben szereplő információk forrásmegjelöléseként.